# فریتس ماخلوپ
فریتس ماخلوپ یا فریتز ماچلوپ (به آلمانی: Fritz Machlup) اقتصاددان اتریشی-آمریکایی بود. شهرتش بیشتر به سبب کارهای وی در زمینهٔ دانش است. وی از شاگردان لودویگ فن میزس بود.
فریتز ماچلوپ اقتصاددان اتریشی –آمریکایی بود شهرتش بیشتر به سبب کارهای وی در زمینهٔ دانشگاهی و ارائه مقالات گوناگون است وی از شاگردان لودویگ فن میزس یود. در ۱۵ دسامبر ۱۹۰۲در اتریش متولد شد و تاریخ مرگ او را ۱۹۸۳در آمریکا نوشته‌اند.
یکی از پیشگامان سنجش و اندازه‌گیری فعالیت‌های مربوط به تولید و توزیع اطلاعات و معرفت، فریتز ماچلوپ است وی تولید دانش را محور اصلی تحقیق جامعه اطلاعاتی دانسته و فعالیت‌های مربوط به معرفت را به پنج دسته عمده شامل: آموزش، تحقیق و توسعه، رسانه‌های ارتباطی، ماشین‌های اطلاعاتی و خدمات اطلاعاتی طبقه‌بندی کرده‌است. اولین اثر بزرگ دربارهٔ تحولات اقتصادی زمینه‌ساز جامعه اطلاعاتی، یک رویداد برجسته به‌شمار می‌آید. روش ماچلوپ در ترسیم جامعه اطلاعاتی، در سال ۱۹۵۸در ایالات متحده آمریکا پیاده شد و پس از آن به عنوان یک ابزار مهم برای سنجش اطلاعات در چندین کشور دیگر، همچون ژاپن به کار رفت. در واقع می‌توان گفت طراحی ایجاد مقیاس‌های جامعه اطلاعاتی در بعد اقتصادی با تلاش‌های فریتز ماچلوپ پایه‌گذاری شد.
جامعه اطلاعاتی در دهه‌های اخیر و به ویژه در ده سال گذشته به صورت یکی از مهم‌ترین موضوع‌های مورد توجه متفکران و متخصصان اجتماعی، اقتصادی و سیاسی درآمده و در عرصه روابط بین الملی، مناسبات منطقه‌ای و صحنه زندگی ملی کشورها نیز جایگاه برجسته‌ای پیدا کرده‌است. اندیشه‌های مربوط به پیدایی و پیشرفت جامعه اطلاعاتی برای نخستین بار در دهه‌های ۱۹۶۰و ۱۹۷۰، در آثار علمی چندین تن از اقتصاددانان و جامعه شناسان دانشگاه‌های ایالات متحده و پیش از همه در کتاب‌ها و مقاله‌های فریتز ماچلوپ و دانیل بل مطرح شدند.

## دیدگاه‌ها
بر اساس دیدگاه‌های دو محقق اخیر، «جامعه اطلاعاتی» از ویژگی‌های زیر برخوردار است:
« «کارگران اطلاعاتی» به معنای دقیق کلمه، در کشورهای ثروتمند و پیشرفته که اکثریت نیروی کار آن‌ها را «کارگران صنعتی» تشکیل می‌دهند، به وسیع‌ترین گروه در حال اشتغال تبدیل شده‌اند. به طوری که می‌توان گفت در این کشورها یک «طبقه جدید معرفتی» (دانش مدار) پدید آمده‌است.
یک ساختار «تکنولوژی فکری» نیز در این کشورها در کنار ساختار «تکنولوژی صنعتی» ایجاد شده‌است. عنصر اصلی کالاها و فراورده‌های مورد استفاده در صنعت و زندگی خانگی کشورهای مذکور را بیش از پیش اطلاعات بسته‌بندی شده تشکیل می‌دهد.
به این ترتیب اندیشه «تکنولوژی فکری» در نظریات نخستین متفکران «جامعه اطلاعاتی» پیش از شکل‌گیری اندیشه نقشهای اجتماعی «تکنولوژی‌های اطلاعات ارتباطات» و شبکه‌های جهانی کنونی، طرف توجه واقع شده‌است. اما به طوری که صاحب نظران یاد شده مشخص ساخته‌اند، اساس این «جامعه اطلاعاتی» بر این واقعیت که اطلاعات و معرفتها به عامل مهم پویایی اقتصادی تبدیل شده و در عین حال، هم به عنوان وسایل توسعه و هم به عنوان هدفهای توسعه مورد توجه قرار گرفته‌اند، استوار گردیده‌است .»
فریتز ماچلوپ (Fritz Machlup) نظریه‌پرداز اقتصاد اطلاعاتی ۵ گروه صنعتی عمده را مشخص کرد که عبارت بودند از:
الف ـ آموزش و پرورش (مدارس، کتابخانه‌ها، دانشکده‌ها و…)
ب ـ رسانه‌های ارتباطی (رادیو، تلویزیون، تبلیغات بازرگانی و…)
ج ـ ماشین‌های اطلاعاتی (تجهیزات رایانه‌ای، ابزارهای موسیقی و…)
دـ سایر فعالیتهای اطلاعات (پژوهش و توسعه، فعالیتهای عام‌المنفعه و…)
کار با این نوع از مقولات، این امکان را فراهم می‌آورد که برای هر یک از آن‌ها ارزشی اقتصادی قائل شده به مبحث سهم هر یک در تولید ناخالص ملی (GNP) وارد شویم. اگر این روند به عنوان بخشی از افزایش تولید ناخالص ملی به‌شمار آید پس شاید بتوان ادعای ظهور اقتصاد اطلاعات را در طول زمان مطرح کرد.
۳ـ یکی از معیارهای متداول در اعلام ظهور جامعه اطلاعات، معیاری است که بر مسئله تغییرات شغلی متمرکز می‌شود. به سادگی گفته می‌شود از هنگامی که مشاغل اطلاعاتی به وجه غالب در میان مشاغل موجود تبدیل می‌شوند، ما به جامعه اطلاعات دست می‌یابیم. یعنی از زمانی که تعداد کارکنان ادارات، آموزگاران، قضات و هنرپیشگان بر تعداد معدنچیان، فلزکاران، کارگران بنادر و کارگران ساختمانی فزونی گرفته‌اند جامعه اطلاعات فرا رسیده‌است.
۴ـ در تعریف مکانی از جامعه اطلاعات، تأکید عمده بر روی شبکه‌های اطلاعاتی‌ای است که مکانهای جغرافیایی را به یکدیگر پیوند می‌دهند و در نتیجه آثار شگفت‌انگیزی بر سازمان زمان و مکان دارند.
این موضوع که چرا حجم و سرعت بیشتر جریان اطلاعاتی باید ما را وادارد تا به وجود گونه جدیدی از جامعه بیندیشیم توجه ما را به دل مشغولی خاص جغرافی دانان به مکان جلب می‌کند همه چیز در مکانهای ویژه و زمانهای خاص رخ می‌دهد، اما ویژگیهای مکان و زمان با اختراع جامعه شبکه‌ای دگرگون شده‌است. زمان و مکان به مدد تکنولوژی ارتباطات و گسترش شبکه‌های اطلاع‌رسانی منقبض شده‌اند. این (منقبض کردن زمان/ فضا) بنابر گفته آنتونی گیدنز، برای شرکتها، دولتها و حتی افراد، گزینه‌هایی را که تا کنون دست نیافتنی بوده‌اند فراهم می‌کند.
۵ـ تصور نهائی از جامعه اطلاعات، شاید با کمترین محاسبه به سادگی مورد تأیید قرار گرفته باشد. هر یک از ما با توجه به وضع زندگی روزمره خود متوجه شده‌ایم که از نظر حجم اطلاعات در گردش، افزایش شگفت‌آوری رخ داده‌است. تعداد کانالهای رادیو و تلویزیون افزایش یافته و ۲۴ ساعته شده‌اند. ماهواره‌ها با قدرت دریافت هزاران کانال تلویزیون در اغلب خانه‌ها حضور دارد. ویدئو، کامپیوتر و اینترنت درب منازل را کوبیده‌اند و وارد اغلب منازل شده‌اند. همه اینها بر این حقیقت گواهی دارند که ما در جامعه‌ای سرشار از رسانه‌ها سکونت داریم، اما خصیصه‌های اطلاعاتی دنیای امروز، از آن چیزی که فهرست کردن صرف چند سیستم رسانه‌ای مانند تلویزیون، رادیو و امثالهم آن را نشان دهد کاملاً نافذتر است.
این نوع فهرست بندی‌ها صرفاً به ما می‌فهمانند که رسانه‌های مدرن ما را دربر گرفته‌اند. در حالی که موضوع مهم برای ما پیامهایی است که آن‌ها منتشر می‌کنند و اینکه ما به آن‌ها پاسخ می‌دهیم یا آن‌ها را نادیده می‌گیریم. در حقیقت محیط اطلاعاتی به مقدار زیادی از ما معنا می‌گیرد و توسط ما ساخته می‌شود و نه آنچه که این نظریه-ها توصیف می‌کنند.
بشر امروزه با دریایی از اطلاعات، نمادها و نشانه‌ها مواجه شده‌است؛ و شاید این انفجار بزرگ اطلاعات است که برخی از نویسندگان و فیلسوفان را به صورتی پارادوکسیکال به اعلام مرگ نشانه‌ها واداشته‌است. یورش رعد آسای نشانه‌ها در اطراف ما، خودآرایی مان با نشانه‌ها و ناتوانی درگریز از نشانه‌ها در همه جا، به سرانجامی شگفت‌آور می‌انجامد، ویرانی معنا !. بقول ژان بودریار، اکنون اطلاعات افزون و افزونتر و معنای آن کم و کمتر شده‌است و بقول مارک پوستر در این جامعه اطلاعاتی، ما دارای مجموعه‌ای از معانی هستیم (که) در ارتباطات مبادله می‌شوند (اما) مفهومی ندارند.

## مطالعهٔ بیشتر
- Dreyer, Jacob S. Breadth and Depth in Economics: Fritz Machlup--the Man and His Ideas. Heath: 1978